# Trionfo e danza della morte (Giacomo Borlone de Buschis)
(Franco Mazzini, 1965, pp. 464)
Trionfo e danza della morte sono un ciclo di affreschi dipinti dal pittore clusonese Giacomo Borlone de Buschis tra il 1484 e il 1485 sull'esterno dell'Oratorio dei disciplini di Clusone in provincia di Bergamo.
Il tema generale è la morte nella classica rappresentazione medievale ovvero una danza macabra, un trionfo della Morte e un incontro dei tre vivi e dei tre morti. La rappresentazione si sviluppa su tre registri: superiore, mediano e inferiore.

## Registro superiore - Trionfo della Morte e l'incontro dei tre vivi e dei tre morti

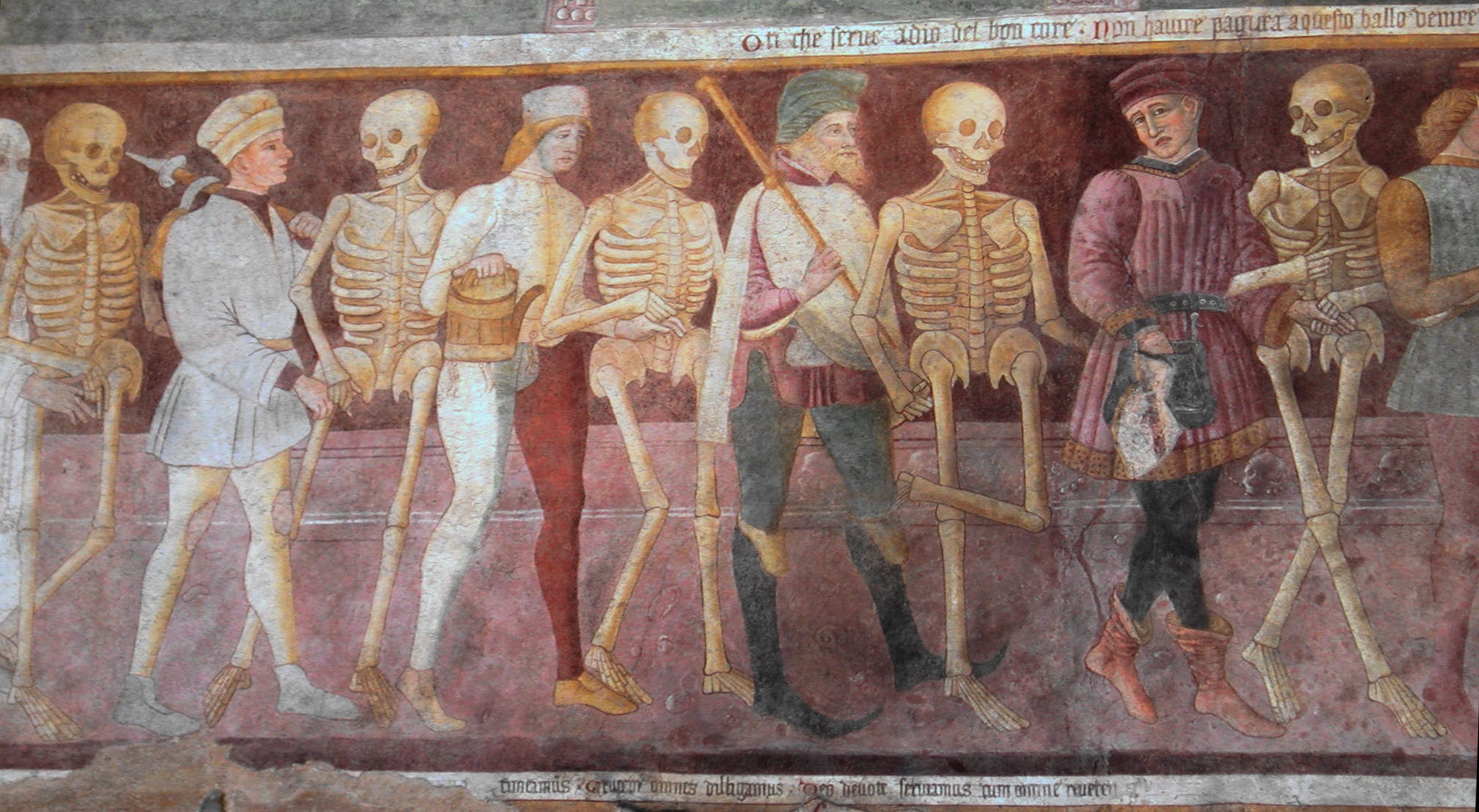
Dettaglio

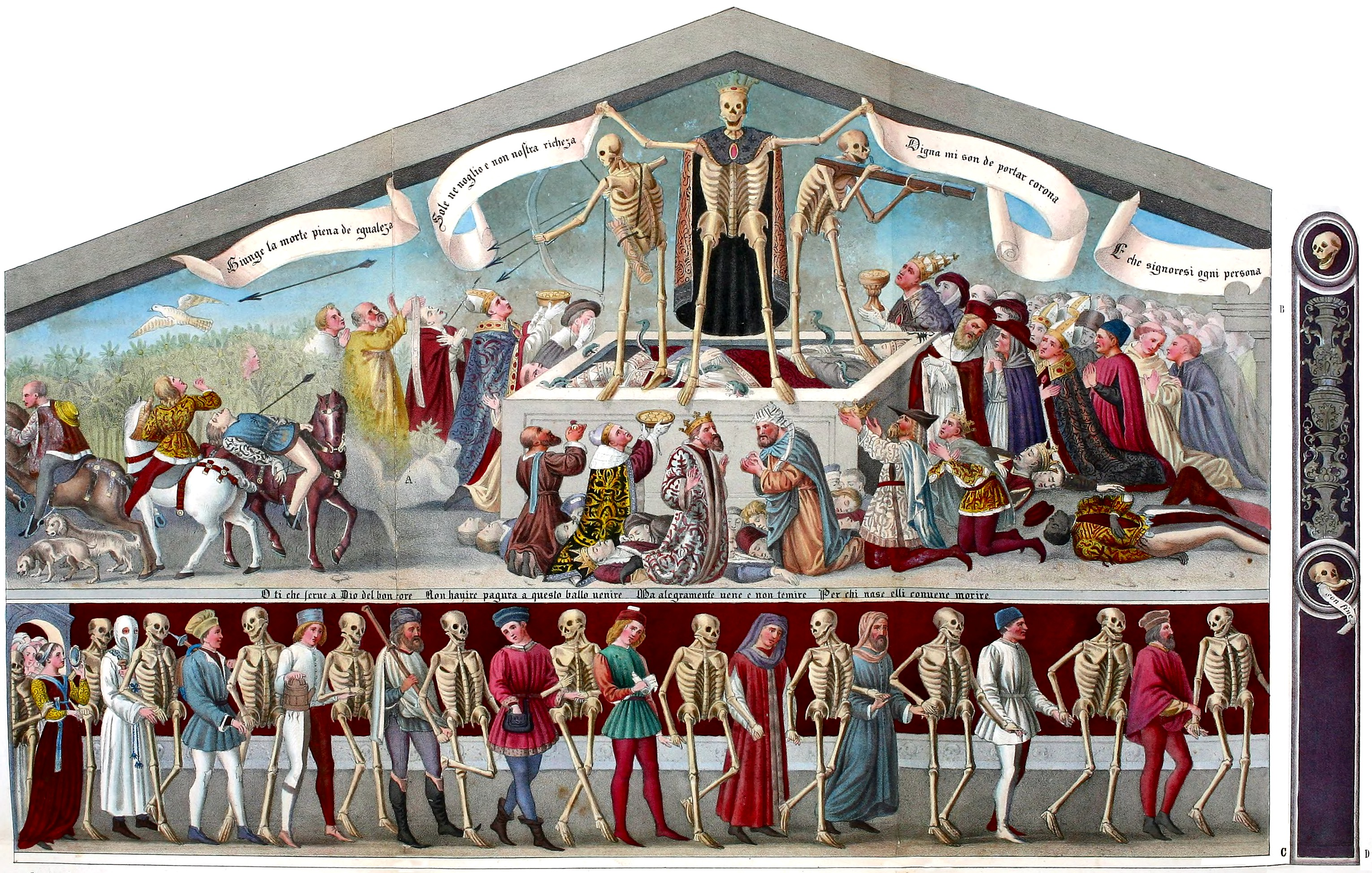
Disegno dei registri superiore e mediano di Giovanni Darif (1859)

In alto centrale, il Trionfo della Morte: la Morte viene raffigurata come una grande regina che sottomette tutti a sé; è rappresentata come uno scheletro trionfante, avvolta in un mantello e con una corona sul capo. Essa sventola dei cartigli dove è scritto:
Il cartiglio trattenuto dalla morte prosegue con altre due scritte:
.
L'eloquenza di questi versi non salva nessuno. La morte nella sua veste di regina, non accetta doni, non ne è interessata, la sola ricchezza che conosce è la vita delle persone. Pur non salvando nessuno, sceglie in modo accidentale, la sorte decide chi colpire, ma non pone a tutti i medesimi dolori, tutto è dipeso dall'onestà della vita di ognuno.
Detti cartigli contengono parte di una lauda cantata dai confraternita dei disciplini nei loro incontri, il pensiero della meditatio mortis aveva fortemente caratterizzato il XV secolo, periodo di grandi cambiamenti.
Sotto i cartigli, sono raffigurati i potenti della terra: un doge, un vescovo, e un cavaliere. Un re interpella un ebreo per capire come corrompere la morte. Tutti la implorano offrendole ricchezza, offrendole un regno, ma nulla può sovvertire, o ritardare, la sua giustizia che non fa differenze, l'unica cosa vera e certa della vita, che è la morte di ognuno.
Ai piedi della morte, in un sepolcro di marmo, giacciono i corpi del papa e dell'imperatore, circondati da serpenti, rospi e scorpioni, emblemi di superbia e morte improvvisa. Questo sta a simboleggiare la sua potenza, che non risparmia nessuno.
La raffigurazione del doge conferma il dominio della Serenissima e viene identificato in Giovanni Mocenigo, il doge morto di peste, mentre il papa è identificato in Sisto IV morto l'anno precedente la realizzazione dell'opera. Gli altri personaggi vengono identificati in Filiberto duca di Savoia, il conte Pietro II Dal Verme, e Costanzo Sforza duca di Pesaro.
La Morte, grande regina, in ogni caso, colpisce in modo spietato, aiutata da altri scheletri. Sono questi aiutanti che stanno al suo fianco che hanno il compito di uccidere. Quello che si trova a destra della Morte tiene in mano una specie di archibugio e colpisce senza pietà un gruppo di persone imploranti posizionate sopra il cartiglio dove si legge che la morte colpisce in modo doloroso soltanto chi offende Dio mentre porta a una vita migliore chi pratica la giustizia. Nella sua sinistra vi è uno scheletro che colpisce con tre dardi, come le tre frecce che la tradizione greco-romana assegna a Saturno, il dio che governava il passato, il presente e il futuro.

Il dipinto è di particolare impatto visivo, venne utilizzato come copertina da John Hatcher nel libro La morte nera, indicando il titolo dell'affresco ma non l'autore, questo indica quanto fosse maggiore la fama del dipinto rispetto l'artista.
A sinistra, nello stesso registro, inserito nella rappresentazione del Trionfo della Morte, l'Incontro dei tre vivi e dei tre morti. Rappresenta tre cavalieri che in diversi atteggiamenti hanno incontrato, durante una partita di caccia con il falcone, la morte. È la freccia lanciata dallo scheletro posizionato sul trionfo della morte a colpire il cacciatore, mentre nascosti nel verde di un bosco alcune persone guardano e commentano quanto accade nella scena.

## Registro mediano - Danza macabra

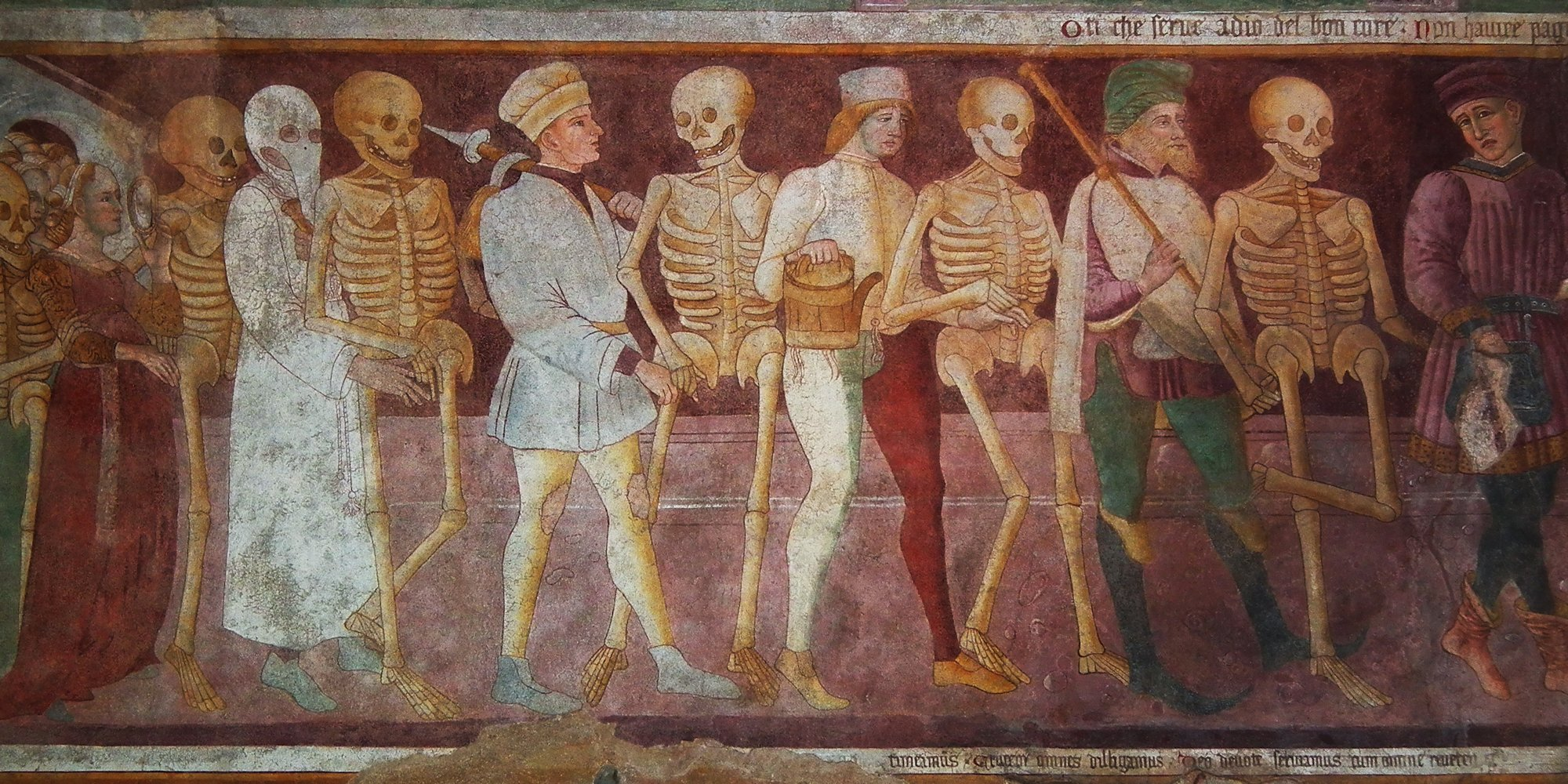
La Danza macabra

La parte centrale dell'affresco, nel registro mediano la rappresentazione della danza macabra o Danza dei morti, o ancora morti danzanti. Un cartiglio lo divide su due livelli: O ti che serve a Dio del bon core non havire pagura a questo ballo venire ma allegramente vene e non temire poj chi nasce elli convene morire.
Un ritmo di personaggi che da sinistra a destra attraversano la scena, raffigurando un valore egalitario della morte. Ogni individuo in vita, ha un'espressione impaurita, disperata, incontra il proprio cadavere che sorridendo confonde la sua paura. Personaggi, di rango inferiore dal registro precedente, che non hanno doni da offrire, ma che hanno la medesima apprensione, ma che vengono accompagnati, rappresentando la giustizia che è della morte, che se non può cambiare le situazioni sociali su questa terra accompagna tutti in modo equanime nella morte.
- Partendo da sinistra il primo personaggio che si incontra è una figura femminile, la sola di tutto il ciclo che si compone di otto personaggi, con in mano uno specchio che riflette l'androne affollato di scheletri alle sue spalle; riprende la raffigurazione presente in Basilea, dove la medesima porta una scritta che tradotta dice: ‘'i miei tratti mostrano la vita e lo specchio riflette la morte'’[6]
- Il secondo personaggio è un disciplino celato dal cappuccio, in mano tiene il flagello con il quale si frusta la spalla destra[7], egli rappresenta la committenza dell'affresco, il solo raffigurato fra due scheletri.
- Il terzo personaggio è un contadino, figura presente in tante altre raffigurazioni; egli indossa una calzabraca consumata e buca sulle ginocchia. Porta un bastone sulla spalla a cui è appesa una sacca.
- Il quarto è un oste, e proprio il recipiente che tiene in mano tipico del XVI secolo lo rende riconoscibile.
- il quinto personaggio è funzionario di giustizia, un podestà con funzioni giudiziarie, questo era infatti l'incarico della Serenissima dal 1427; in mano regge il bastone del comando e indossa in paio di stivali in cuoio di foggia tedesca.
- Il sesto è il solo che volge lo sguardo verso l'esterno dell'affresco, ed è ben tenuto dallo scheletro. Ben vestito con la mano destra infilata in una borsa legata alla vita, questo lo identifica come mercante o usuraio, personaggio raffigurato nella maggior parte delle danze macabre.
- Il settimo personaggio è un giovane che tiene tra i capelli biondi un pennino, in mano tiene un cartiglio; viene identificato come uno studente o un giovane letterato.
- Dell'ottavo e ultimo personaggio ben vestito è difficile identificare la professione, non essendo rimasta traccia di un attributo che lo renda riconoscibile.

Particolare dell'affresco è la mancanza di raffigurazioni femminili, così come di poveri o ammalati, ma la morte come un passaggio da una buona vita a un'altra vita.
Tutti questi personaggi hanno un forte legame con le danze macabre tedesche e francesi. A Basilea dove è presente una grande raffigurazione era presente il vescovo bergamasco Francesco Aregazzi amico di San Bernardino molto vicino ai disciplini committenti dell'affresco di Clusone

## Registro inferiore - Ciclo deiDannatie deiGiusti

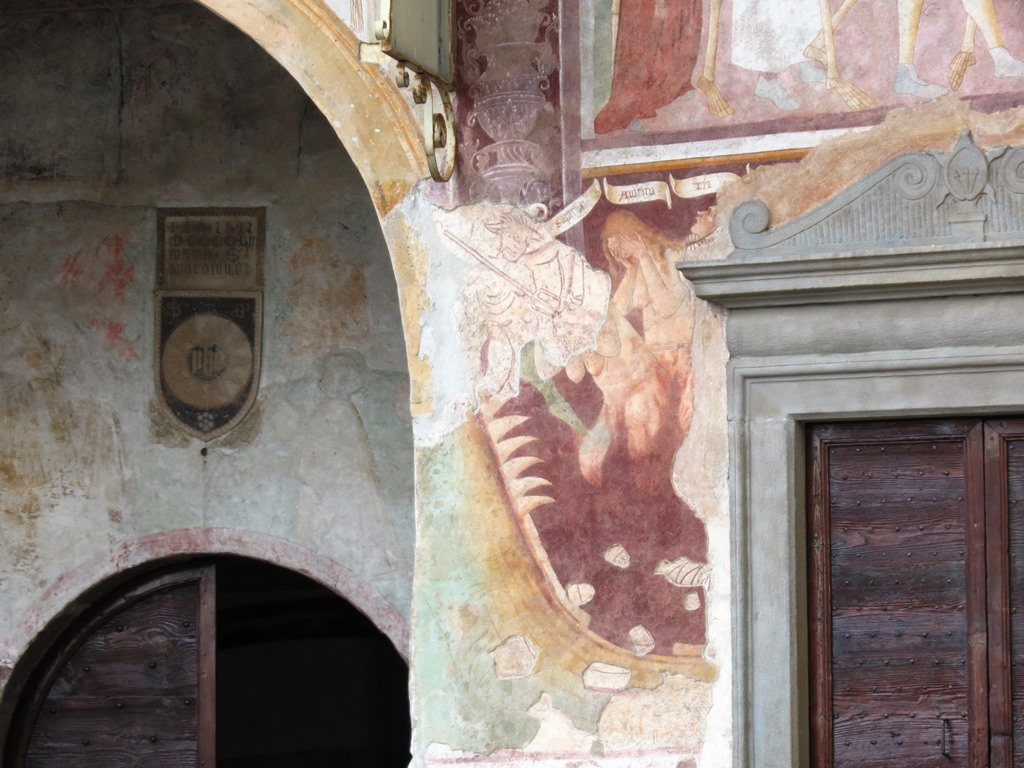
I Dannati

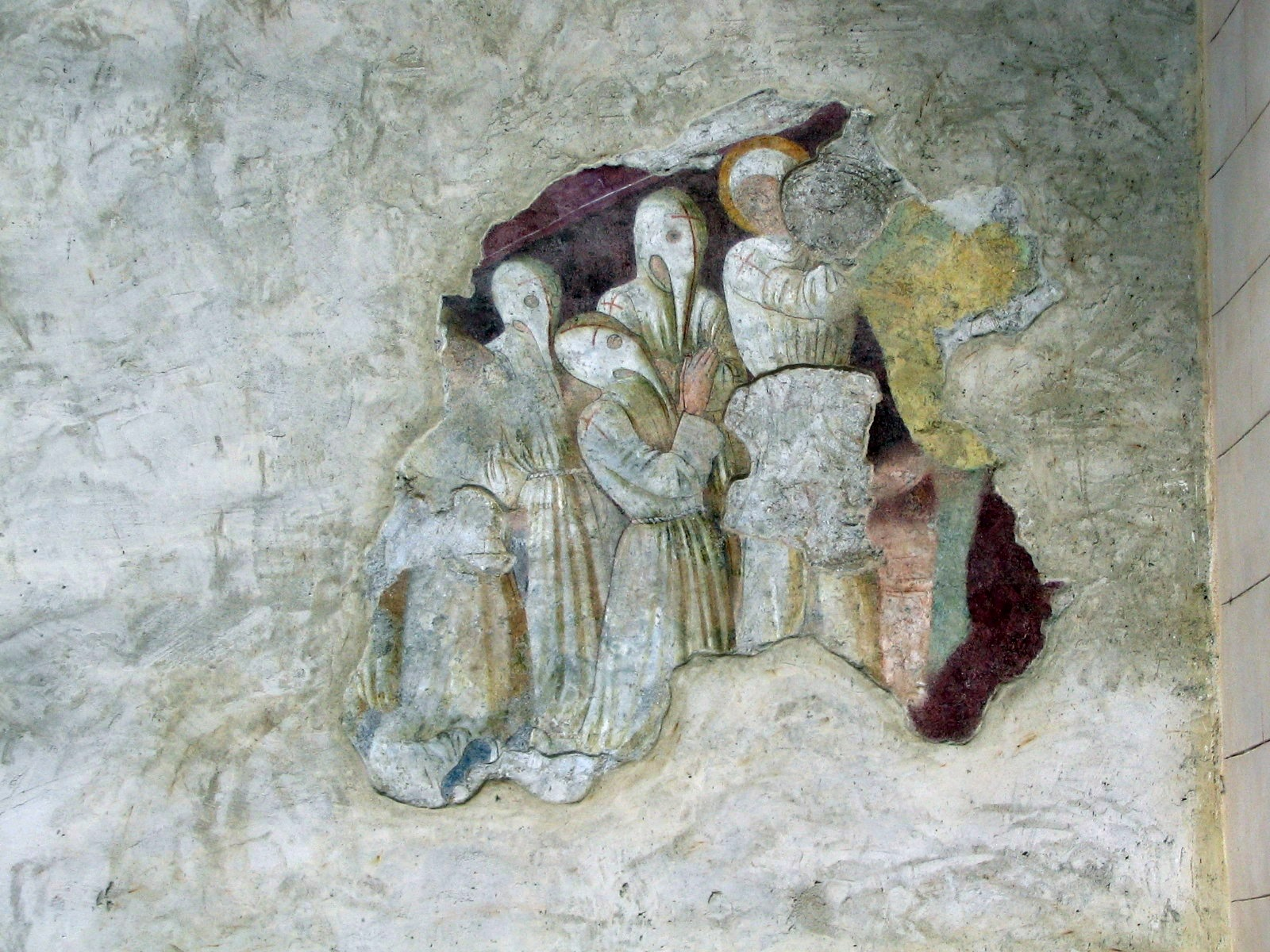
I Giusti

Nel registro inferiore, molto danneggiato, si trova l'ultima rappresentazione dei novissimi. Nella parte sinistra una bocca spalancata di un mostro accoglie le anime, raffigurate nei corpi femminili nudi (i Dannati), facendole bruciare nel fuoco, questo a rappresentare l'inferno.
Mentre sulla parte destra un gruppo di disciplini oranti (i Giusti), incappucciati e inginocchiati versato in atto di preghiera a indicare proprio questa come unica via verso il paradiso.
Doveva essere questa l'indicazione della via da seguire, i due opposti, i Vizi e le Virtù.